# تثبيت النيتروجين

عقد مستجذرات جذرية على نباتات الفصة الحولية - لاحظ النبات على يسار الصورة لا يحتوي عقداً جذرية نظراً لعدم القيام بتلقيحه بالمستجذرة

تثبيت النيتروجين (بالإنجليزية: Nitrogen fixation) هو العملية التي يتحول فيها النيتروجين (N2) الموجود في الجو إلى أمونيوم النيتروجين الجوي أو النيتروجين الجزيئي (N2) هو خامل نسبياً: فلا يتفاعل مع مواد كيميائية أخرى مولداً مركبات جديدة. تقوم عملية تثبيت النيتروجين على تحويله من الشكل الثنائي (N2) حتى يستخدم بطرق أخرى.
تثبيت النيتروجين الطبيعي والصناعي هو جوهري لجميع أشكال الحياة لأنه ضروري للتكوين البيولوجي لكتل البناء الأساسية في النباتات والحيوانات وغيرها من أشكال الحياة. مثلا: النوكليوتيدات والحمض النووي والحموض الأمينية للبروتينات. لذا فإن تثبيت النيتروجين هام للزراعة وصناعة الأسمدة. كما أنه هام في صناعة المتفجرات (مثل البارود والديناميت والتي إن تي). يحدث تثبيت النيتروجين بشكل طبيعي عند حدوث البرق.
كما يشير تثبيت النيتروجين إلى تحويلات حيوية أخرى للنيتروجين، كتحويله إلى ثنائي أكسيد النيتروجين. الميكروبات التي بإمكانها تثبيت النيتروجين هي بدائيات النوى (بكتيريا وعتائق معاً موزعين في ممالكهم الخاصة) تدعى دايازتروف. طورت بعض النباتات والحيوانات (مثل أرضة) علاقة تعايش مع الدايازتروف.

## التثبيت الحيوي للنيتروجين

مخطط توضيحي لدورة النيتروجين تم إهمال تثبيت النيتروجين للاأحيائي.

اكتشف التثبيت الحيوي للنيتروجين كل من المهندس الزراعي الألماني هيرمان هيلريغل وعالم الميكروبات الهولندي مارتينوس بايرينك. يحدث التثبيت الحيوي للنيتروجين (BNF) عندما يتحول النيتروجين الجوي إلى أمونيا عن طريق أنزيمات النيتروجيناز. وتفاعل التثبيت الحيوي للنيتروجين هو:
N2 + 8 H+ + 8 e− → 2 NH3 + H2
العملية مقرونة بحلمهة 16 مكافئ من ثلاثي فوسفات الأدينوسين ويرافقها تشكل جزيء H2. في الدايازتروف التي تعيش بشكل حر تهضم الأمونيا التي ولدها النيتروجيناز إلى غلوتامات عن طريق أنزيم غلوتامين سينثيتاز.
الجينات الميكروبية المطلوبة لتثبيت النيتروجين موزعة على نطاق عريض في البيئات المتنوعة.
الأنزيمات المسئولة عن عمل النيتروجيناز حساسة جداً للتخريب بالأوكسيجين. كثير من البكتيريا تتوقف عن إنتاج الأنزيمات في وجود الأوكسيجين. توجد الكثير من أحياء تثبيت النيتروجين فقط في ظروف لا هوائية، وتتنفس لإنقاص معدلات الأوكسيجين، أو تربطة ببروتين مثل ليغيموغلوبين.

### الميكروبات التي تثبت النيتروجين
الدايازتروفات هي زراقم مثل التريكوديزميوم والخضربيات والآزوتيات والريزوبيا والفرانكيا.
تعيش الزراقم تقريباً في جميع البيئات المضائة وتلعب دوراً رئيسياً في دورة الكربون والنيتروجين في غلاف الأرض الحيوي. بشكل عام فيمكن للزراقم الاستفادة من مصادر متنوعة عضوية وغير عضوية من مركبات النيتروجين، مقل النيترات أو النتريت أو الأمونيوم أو اليوريا أو بعض الحموض الأمينية. ويمكن لبعض سلالات الزراقم تحقيق نمو دايازتروفي، وهي إمكانية كانت موجودة في آخر الأسلاف المعروفين للعتائق
يمكن للزراقم في الشعاب المرجانية أن تثبت ضعف كمية النيتروجين على اليابسة، حيث يتم تثبيت حوالي 1.8 كغ من النيتروجين لكل هيكتار في اليوم. يعتقد أن الزراقم البحرية الاستعمارية التريكوديزميوم تثبت النيتروجين يعادل نصف النيتروجين المثبت في الأنظمة البحرية على مستوى العالم.

### تعايش العقد الجذرية

#### فصيلة البقليات
فصيلة البقليات هي من النباتات التي تشارك في تثبيت النيتروجين – بقوليات - أصناف من النفل وفول الصويا والبرسيم الحجازي والترمس والفول السوداني وKudzu وRooibos. حيث تحتوي على بكتيريا تعايشية تسمى ريزوبيا في عقد على جذورها، تنتج مركبات نيتروجينية تساعد النبات على النمو منافسة النباتات الأخرى. يتحرر النيتروجين عندما يموت النبات، مما يجعله متوافراً للنباتات الأخرى ويساعد في تسميد التربة. معظم البقليات لديها هذا الارتباط، باستثناء بعض الأجناس مثل (Styphnolobium). في الزراعة العضوية والتقليدية يتم تدوير الحقول على عدة أنواع من المحاصيل، والتي عادة ما تتضمن النفل أو الحنطة السوداء (فصيلة البطباطية الغير بقلية) والتي تدعى أحياناً بالسماد الأخضر.
تعتمد الزراعة في أزقة الأنغا على الجنس البقولي إنغا، وهي شجرة استوائية صغيرة قاسية الأوراق مثبتة للنيتروجين.

#### غير البقليات

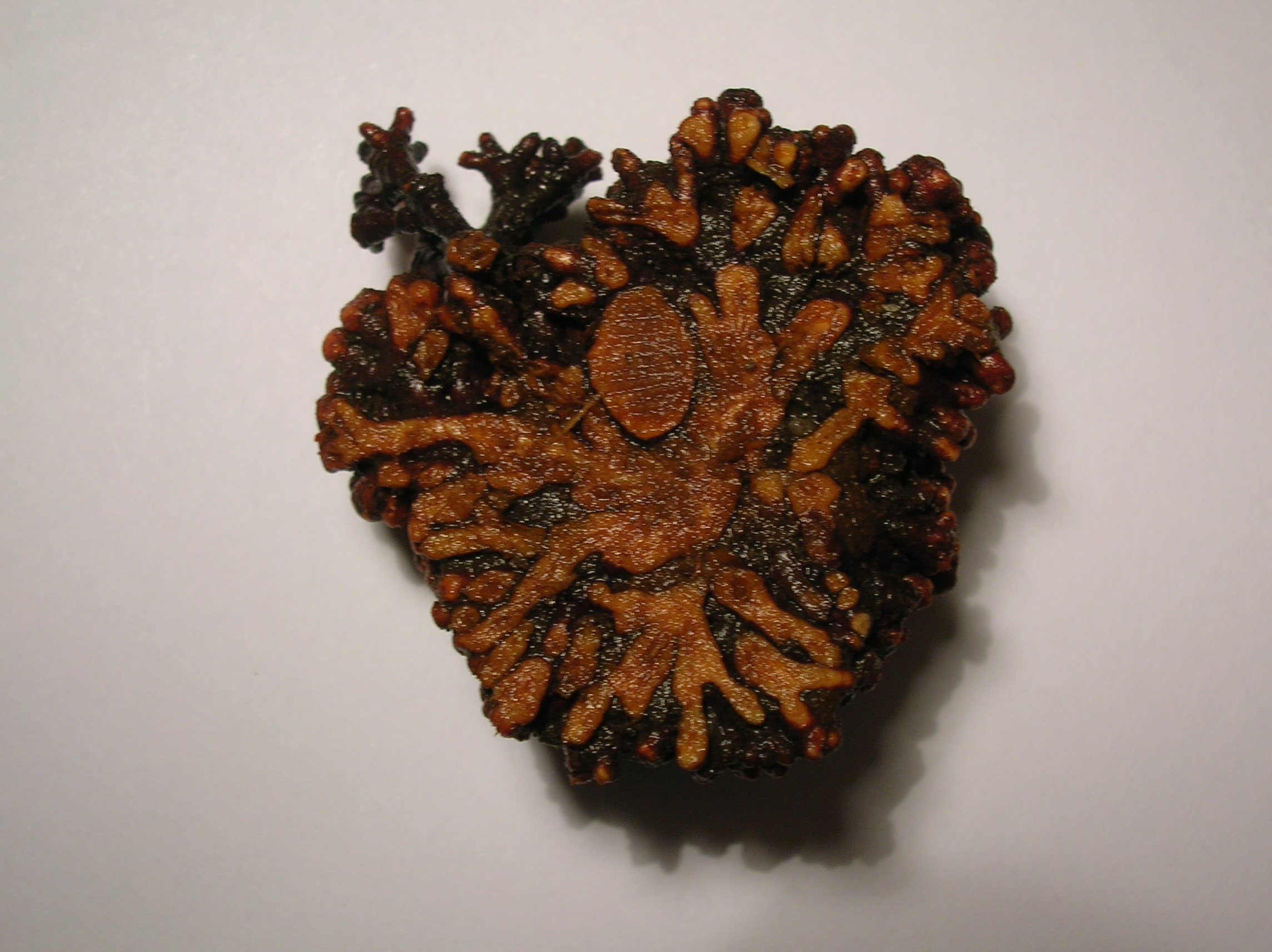
مقطع لعقدة جذرية لشجرة النغت.

بالرغم من أن الغالبية العظمى من النباتات المثبتة للنيتروجين عن طريق العقد الجذرية هي من الفصيلة البقولية، إلا أنه يوجد بعض الاستثنائات:
- Parasponia، هي جنس استوائي من الفصيلة القنبية يمكنها التفاعل مع بكتيريا الريزوبيا مشكلة عقد مثبتة للنيتروجين[12]
- النباتات شعاعية الجذر: مثل النغت والشمعاء (Myrica) يمكنها تشكيل عقد مثبتة للنيتروجين، بفضل العلاقة التعايشية مع بكتيريافرانكيا. تنتمي هذه النباتات إلى 25 جنس[13] موزعة على 8 فصائل نباتية.

قابلية تثبيت النيتروجين نادرة الوجود في هذه الفصائل. فمثلاً، 4 فقط من بين 122 جنس في الفصيلة الوردية يمكنها صنع النيتروجين. كل هذه الفصائل تنتمي إلى رتبة القرعيات والتي تشكل مع البلوطيات والورديات والفوليات فرع (eurosids). وفي هذا الفرع فإن الفوليات هي أول نسل يتفرع.
| الفصيلة: الجنس قضبانية: نغت قنبية: تريمة كازارينية: كزوارينا مختلفة كازارينا Ceuthostoma Gymnostoma | عشبة الدباغين: عشبة الدباغين داتيسكه: داتيسكه خلافية : خلاف (نبات) (silverberries) غاسول (sea-buckthorns) Shepherdia (buffaloberries) | شمعيات: Comptonia (sweetfern) شجرة الشمع (bayberries) | سدرية: جذر أحمر ‏ مياكة دسقارية Kentrothamnus Retanilla Talguenea Trevoa | وردية: Cercocarpus (mountain mahoganies) Chamaebatia (mountain miseries) درياس Purshia/Cowania (bitterbrushes/cliffroses) |

كما أن هناك عدة علاقات تعايش مثبتة للنيتروجين تستخدم الزراقم (مثل نوستك):
- بعض الأشنات مثل Lobaria وPeltigera
- سرخس البعوض (أنواع أزولا)
- Cycads
- جونيرة
- نباتات زهقرنية

## التثبيت الصناعي للنيتروجين
تم اكتشاف قابلية النيتروجين للتفاعل مع بعض المركبات للمرة الأولى على يد (Desfosses) في عام 1828. حيث لاحظ أن خليط الكربون مع أكاسيد المعادن القلوية يتفاعل مع النيتروجين عند درجات الحرارة العالية. في عام 1860 طور Margueritte وSourdeval العملية الأولى المستخدمة تجارياً باستخدام كربونات الباريوم كمادة بادئة. حيث يمكن مفاعلة سيانيد الباريوم الناتج مع البخار معطياً الأمونيا. في عام 1898 فصل Adolph Frank وNikodem Caro العملية حيث قاموا أولاً بإنتاج كربيد الكالسيوم ثم فاعلوه في خطوة لاحقة مع النيتروجين معطياً سياناميد الكالسيوم. اكتشفت عملية أوستوالد لإنتاج حمض الآزوت عام 1902. وسيطرت عملية فرانك-كارو وعملية أوستوالد على صناعة تثبيت النيتروجين حتى اكتشاف عملية هابر-بوش في عام 1909. قبل 1900، اختبر نيكولا تسلا الإنتاج الصناعي للنيتروجين «باستخدام تيارات كهربائية ذات ترددات عالية جداً».